# Diacra caesius
Diacra caesius är en insektsart som beskrevs av Dlabola 1961. Diacra caesius ingår i släktet Diacra och familjen dvärgstritar. Inga underarter finns listade i Catalogue of Life.